# Jan Durbasiewicz
Jan Durbasiewicz (ur. 1813 lub 1814 – zm. 30 czerwca 1853 w Gorlicach), prawnik, poseł na Sejm Ustawodawczy.
Absolwent Wydziału Prawa Uniwersytetu Jagiellońskiego, dr prawa. Obywatel miasta Gorlice, jak go współcześnie określano "człowiek z głową i sercem o nieposzlakowanej duszy".
Aktywny podczas Wiosny Ludów, Poseł na Sejm Ustawodawczy w Wiedniu i Kromieryżu (10 lipca 1848 – 7 marca 1849), wybrany w okręgu wyborczym Gorlice. W parlamencie należał do „Stowarzyszenia” skupiającego demokratycznych posłów polskich. Wraz z nimi głosował przeciwko przedłożeniom rządowym w sprawie opodatkowania na rok 1848, a także za wysłuchaniem delegacji węgierskiej.
Syn mieszczanina gorlickiego Andrzeja Durbasiewicza. Miał brata Feliksa, ożenionego z Marianną z Koteckich.